# 黄河のん
黄河 のん（おうかわ のん、1988年11月8日 - ）は、日本プロ麻雀協会に所属する女性プロ麻雀士。東京都出身。血液型A型。

## 人物
高身長でショートカット、勝負服はスーツスタイルであり、その外見から「進化系Boyish」の愛称が付けられている。
2012年から大崎初音、華村実代子と麻雀教室「紅孔雀」を開講、「楽しみながら昨日より少しでも上手くなる」をコンセプトに講座を行っている。
日本プロ麻雀協会12期新人王を獲得。女流雀士としては3人目の快挙であった。

## 獲得タイトル
- 麻雀リオ ダイヤモンドカップ 優勝
- 第1回 姫ロン杯チャンピオンシップ 3位
- 日本プロ麻雀協会12期新人王